# Сафаровка (река)
Сафаровка — река в России, протекает через Дергачёвский район Саратовской области. Устье реки находится в 8 км по правому берегу реки Турмак. Длина реки составляет 27 км.
По данным государственного водного реестра России относится к Уральскому бассейновому округу, водохозяйственный участок реки — Большой Узень. Речной бассейн реки — Бассейны рек Малый и Большой Узень (российская часть бассейнов).

## Данные водного реестра
Код объекта в государственном водном реестре — 12020000212112200000497.